# Гейко Микола Миколайович
Микола Миколайович Гейко (22 травня 1960 року, Помічна, Кіровоградська область — 13 травня 2009 року, Москва) — радянський і російський актор, кінорежисер і сценарист.

## Біографія
Народився в м. Помічна (Кіровоградська область). У 1975 році, після восьмирічки вступив на лялькове відділення Дніпропетровського театрального училища. Одночасно з навчанням працював у театрі ляльок, чудово співав (його вокал вела Альбіна Василівна Науменко, нині — завідувач музичного відділу театрально-художнього коледжу).
Після закінчення в 1979 році Дніпропетровського училища за рекомендацією викладачів поїхав у Ленінград, де вступив до інституту театру, музики і кінематографії, на відділення режисера театру, закінчивши його в 1984 році. У 1986—1987 роках працював режисером театру ляльок в Іваново і Смоленську.
З 1987 по 1989 рік навчався на вищих кінорежисерських курсах при Держкіно СРСР (майстерня Ролана Бикова), Москва.
Останні роки жив і працював у Чехії.
Помер від раку 13 травня 2009 року в Москві. Похований на своїй батьківщині в м. Помічна (Україна).

## Фільмографія

### Актор
- 1989 — «Утамуй мої печалі» — однокурсник Коля
- 1990 — «Здоров'я бажаю! або Скажений дембель» — скажений дембель Замотаєв
- 1990 — Солдатская сказка — Микола
- 1993 — Пленники удачи — член банди провінційного містечка
- 2002 — Письма к Эльзе — лялькар Коля
- 2008 — От любви до кохання — батько Антонова

### Режисер
- 1991 — Мементо мори
- 1998 — Немцы на Урале / Nemci za Uralem
- 2005 — Херувим
- 2008 — От любви до кохання
- 2008 — Мины в фарватере
- 2010 — Черчилль

### Сценарист
- 2006 — Карамболь

## Призи та нагороди
- Приз за найкращу чоловічу роль на кінофестивалі «ДЕБЮТ» 1989 р. у фільмі «Солдатська казка».
- Приз за найкращу режисуру на фестивалі « ДЕБЮТ» 1992 р., фільм «Мементо морі»
- Спецприз журі за найкращий акторський ансамбль к/ф «Сузір'я-93», фільм «Мементо морі»